# Accord d'Adana

Carte de la Syrie (vert) et de la Turquie (orange).

L'accord d'Adana (en turc : Adana Anlaşması ; en anglais : Adana Agreement) est un accord signé le 20 octobre 1998 à Adana entre la Syrie et la Turquie. Il engage les autorités syriennes à lutter contre le Parti des travailleurs du Kurdistan (PKK) sur leur territoire. Il s'agit de l'un des textes précurseurs de la normalisation des relations entre les deux pays.

## Contexte

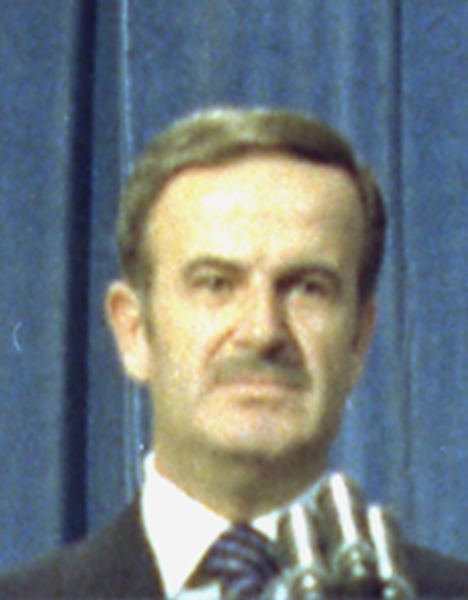
Hafez el-Assad, président de la Syrie en 1998.

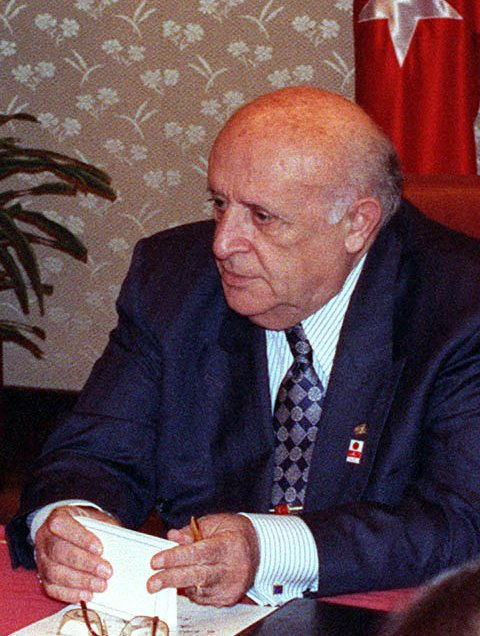
Süleyman Demirel, président de la Turquie en 1998.

Durant les années 1990, le président syrien Hafez el-Assad aide et utilise le Parti des travailleurs du Kurdistan (PKK) et l'Armée secrète arménienne de libération de l'Arménie (ASALA), inactive depuis 1997, pour attaquer indirectement la Turquie. Les relations entre les deux pays sont tendues pour plusieurs raisons. En 1939, la province de Hatay, initialement syrienne, est rattachée à la Turquie à la suite d'un accord avec la France. Cette décision est contestée par la partie syrienne. La gestion par la Turquie des sources d'eau qui alimentent la Syrie à travers l'Euphrate et le Tigre est également un point de discorde. Enfin, au moment de la guerre froide, la Syrie est soutenue par l'URSS alors que la Turquie est alliée avec les États-Unis.
Lorsque la Syrie perd son soutien soviétique et que la Turquie réussit à renforcer sa capacité militaire à la frontière syrienne, le gouvernement turc décide de passer à l'action. Le régime syrien, menacé d'une guerre avec son voisin turc et qui ignorait jusque-là les injonctions turques de ne plus soutenir le PKK, est obligé de réagir face à l'ultimatum militaire lancé par Ankara.

## Accord

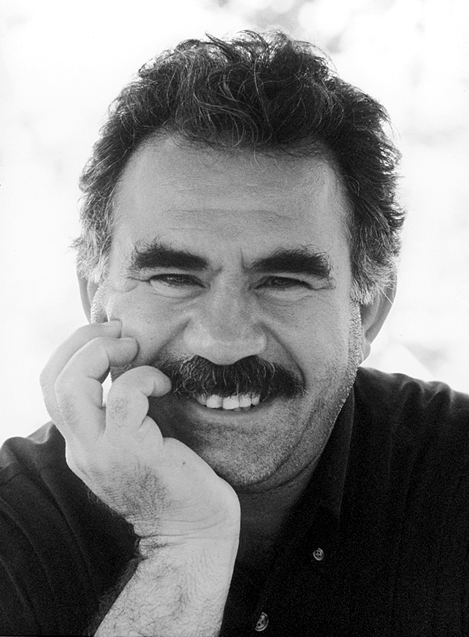
Abdullah Öcalan, le dirigeant historique du PKK, à l'origine des tensions entre la Syrie et la Turquie.

Avec la médiation de l'Égypte et de l'Iran, les délégations syrienne et turque se rencontrent à partir du 19 octobre 1998 dans la ville turque d'Adana. Dès le lendemain, le diplomate turc Sıtkı Uğur Ziyal et le militaire syrien Adnan Badr Hassan signent un texte dans lequel la Syrie s'engage à lutter contre le PKK qu'elle reconnaît par ailleurs comme une organisation terroriste. La Turquie se réserve un droit de légitime défense si la Syrie ne remplit pas ses promesses. Abdullah Öcalan, installé depuis plusieurs années en Syrie et qui dirigeait le PKK depuis Damas, est contraint de quitter la Syrie le 9 octobre 1998, quelques jours avant la signature de l'accord. En cavale, il est arrêté quelques mois plus tard au Kenya par des agents turcs et étrangers.
Certains observateurs, comme l'analyste Abdullah Bozkurt du journal Today's Zaman (fermé depuis car güleniste), pensent que cet accord pourrait justifier la légalité d'une intervention turque en Syrie durant la guerre civile syrienne qui a commencé en 2011 et qui a eu des impacts sur la sécurité et la stabilité de la Turquie,. L'armée turque est depuis plusieurs fois intervenue sur le sol syrien principalement contre les combattants kurdes sans pour autant directement se référer à l'accord d'Adana mais avec le principe de la légitime défense.
En janvier 2018, le président russe Vladimir Poutine affirme que l'accord est toujours en vigueur et le président turc Recep Tayyip Erdoğan ajoute que l'accord donne le droit à la Turquie d'intervenir militairement en Syrie. L'annexe 4 de l'accord indique que cette intervention peut se faire jusqu'à 5 km à l'intérieur du territoire syrien. L'annexe 3 quant à elle précise la cessation des conflits territoriaux entre les deux pays.